# هیدکی کاتسورا
هیدکی کاتسورا (انگلیسی: Hideki Katsura؛ زادهٔ ۶ مارس ۱۹۷۰) بازیکن فوتبال اهل ژاپن است.
از باشگاه‌هایی که در آن بازی کرده‌است می‌توان به باشگاه فوتبال کاوازاکی فرونتال اشاره کرد.